# Nototanais antarcticus
Nototanais antarcticus är en kräftdjursart som först beskrevs av Hodgson 1902.  Nototanais antarcticus ingår i släktet Nototanais och familjen Nototanaidae. Inga underarter finns listade i Catalogue of Life.